# Шкіра, в якій я живу
«Шкіра, в якій я живу» (ісп. La piel que habito) — фільм іспанського режисера Педро Альмодовара 2011 року за книгою «Тарантул» Тьєррі Жонке. Стрічка, за словами Альмодовара, є моторошною історією, яка не схожа на жоден з попередніх фільмів режисера. За жанром фільм близький до фільму жахів, в якому присутні насилля і нездорові потяги. Центральна тема фільму — помста. 
Світова прем'єра стрічки відбулася у рамках 64-го Каннського кінофестивалю 19 травня 2011 року, а вихід у кінотеатри планувався на 29 вересня 2011 року.

## Сюжет
Головний герой стрічки пластичний хірург на ім'я Роберт Ледгард (Антоніо Бандерас) після того, як його дружина потрапила у автокатастрофу, та згодом від реакції на жахливі наслідки аварії закінчила життя самогубством, присвячує себе створенню штучної шкіри, яка б могла її врятувати. Через 12 років йому вдається створити таку шкіру. Тепер лікарю потрібно знайти піддослідного для тестування шкіри.

## У ролях
- Антоніо Бандерас — доктор Роберт Ледгард
- Елена Аная — Віра
- Маріса Паредес — Марілія
- Ян Корнет — Вісенте
- Роберто Аламо — Сека
- Бланка Суарес — Норма
- Тереса Манреса — Касільда

## Виробництво

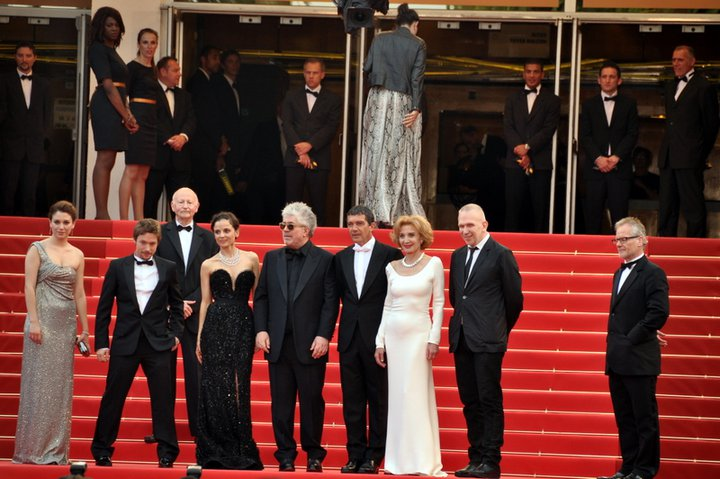
Команда фільму на Каннському кінофестивалі

Вперше Альмодовар анонсував проект фільму 2002 року. Початково планувалося, що головні ролі зіграють Антоніо Бандерас і Пенелопа Крус, але згодом режисер обрав на головну жіночу роль Елену Аная. Востаннє Бандерас знімався у фільмі Альмодовара 21 рік тому і вважається, що саме ця роль у «Зв'яжи мене!» (1989) стала визначальною і зробила його популярним.

Бюджет фільму склав 10 мільйонів євро.

Кадр з фільму

Зйомки розпочалися 23 серпня 2010 року і тривали чотири місяці. Фільм знімали в іспанських містах Сантьяго-де-Компостела, Мадрид, А-Естрада і околицях Толедо.

## Нагороди і номінації
- Приз молодіжного журі Каннського кінофестивалю(фр. Regards Jeune).